# 南希·斯托尔斯
南希·斯托尔斯（英語：Nancy Storrs，1950年3月24日—），美国女子赛艇运动员。她曾代表美国参加世界赛艇锦标赛，获得一枚银牌。她也曾参加1976年夏季奥林匹克运动会。